# Gmina Kościoła Jezusa Chrystusa Świętych w Dniach Ostatnich w Bydgoszczy
Gmina Kościoła Jezusa Chrystusa Świętych w Dniach Ostatnich w Bydgoszczy – gmina mormońska działająca w Bydgoszczy, należąca do polskiego warszawskiego dystryktu Kościoła Jezusa Chrystusa Świętych w Dniach Ostatnich.
Siedziba gminy mieści się przy ul. Śniadeckich 8. Raz w tygodniu, w niedzielę, odbywają się trzy nabożeństwa: spotkanie sakramentalne, szkoła niedzielna oraz spotkanie kapłaństwa lub stowarzyszenia pomocy.